# 長城コミューン
長城コミューン（ちょうじょう・こみゅーん）は中華人民共和国北京市延慶区に位置するコテージ型宿泊施設。12人のアジアの現代建築家がそれぞれ独立した建物の設計を担当している。2002年のヴェネツィア建築ビエンナーレに出品され、建築主である「SOHO中国」のCEO、張欣は「非常に現代的な方法で、独立住宅のデザインにおける12人のアジアの建築家の役割を強調することに大胆なイニシアチブを発揮した」との理由で「建築芸術促進賞」を受賞した。なお、ホテルの運営はドイツのホテルグループであるケンピンスキーが行っている。パリのポンピドー・センターは、中国初の永久コレクションとして、このプロジェクトの木製の模型を収蔵している。
長城コミューンは万里の長城の中でも、最も人気のある観光スポットである八達嶺の近くにある。ユネスコ世界遺産に登録された区域に隣接した約8平方キロメートルの敷地に、12人の著名なアジアの建築家達により設計された11のヴィラと1つのクラブハウスが散在しており、それぞれのヴィラはリビング・ルーム、ダイニング・ルーム、キッチン、複数のベッドルーム、バスルームを備えており、中にはサウナ、屋上やテラス、バーベキュー設備をもつものもある。宿泊や食事の他、会議や結婚式、撮影等にも使われる。
2002年に第1期工事が竣工、2007年には宿泊者に人気のあるヴィラが同じデザインで増設された。

## 建物および設計した建築家

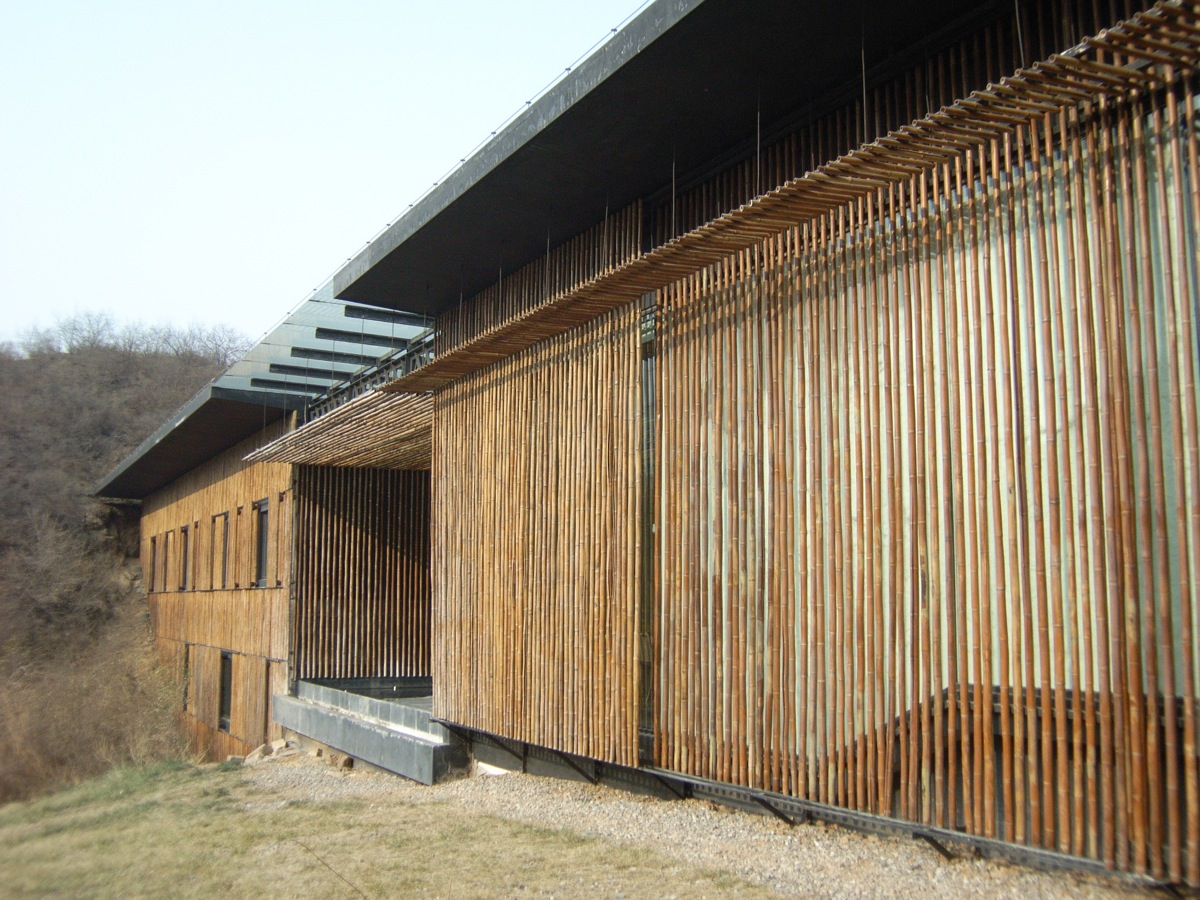
隈研吾設計の「グレート（バンブー）ウォール」

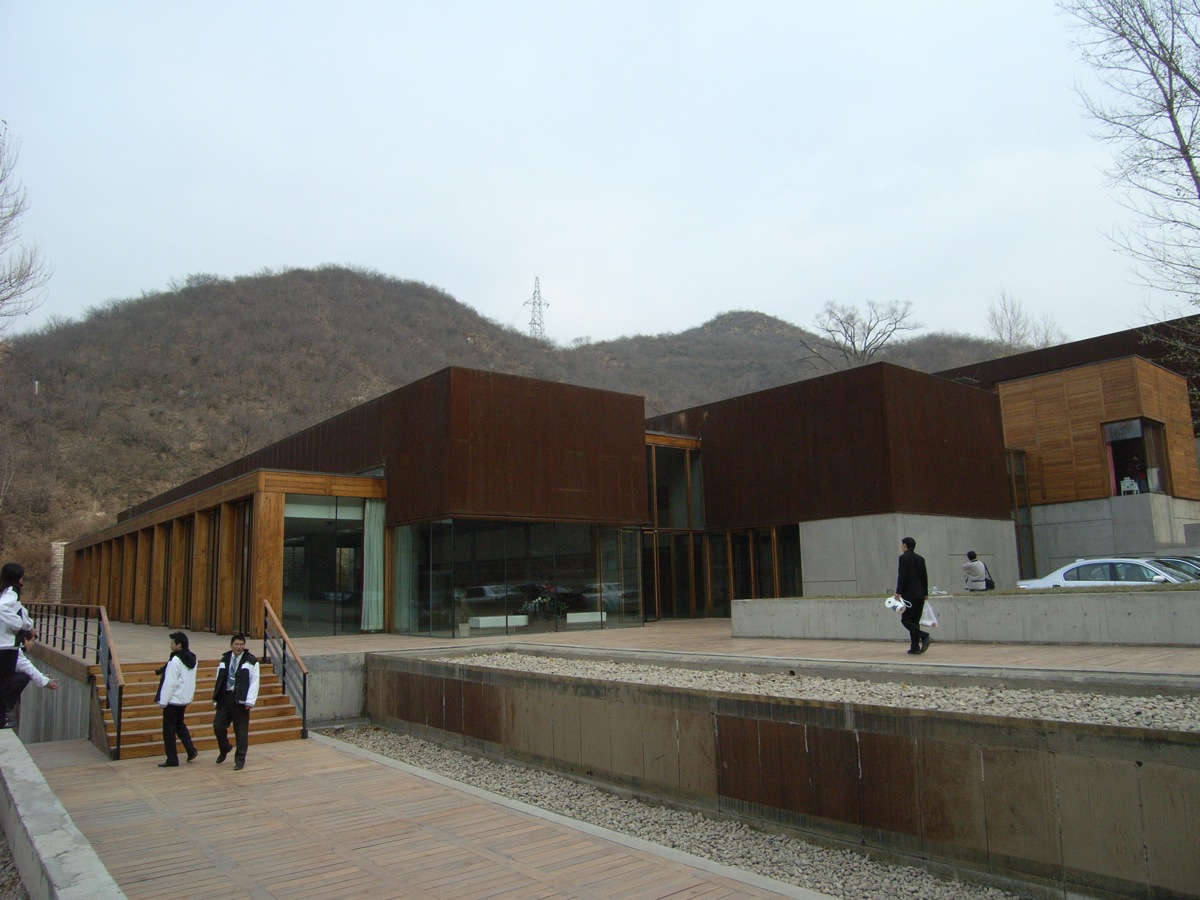
承孝相設計の「クラブハウス」

| 建物題名                         | 床面積 | 寝室数 | 建築家(出身地)                  | インテリアデザイナー                                             |
| -------------------------------- | ------ | ------ | ------------------------------- | ---------------------------------------------------------------- |
| 「スーツケースの家」             | 347m2  | 4      | ゲイリー・チャン (香港)         | マーク・ニューソン、岡嶌要                                       |
| 「竹の家具の家」                 | 333m2  | 4      | 坂茂 (日本)                     | マシュー・ヒルトン                                               |
| 「3号別荘」                      | 410m2  | 4      | 崔愷 (中国)                     | クリスチャン・ギオン                                             |
| 「怪院子」                       | 481m2  | 4      | 厳迅奇 (香港)                   | クラウディオ・コルッチ                                           |
| 「飛行場」                       | 603m2  | 4      | 簡学義 (台湾)                   | フィリップ・スタルク                                             |
| 「赤い家／紅房子」               | 485m2  | 4      | 安東 (中国)                     | アレックス・ストラブ、フォン・ロビンソン                         |
| 「グレート（バンブー）ウォール」 | 716m2  | 6      | 隈研吾 (日本)                   | 岡嶌要                                                           |
| 「大通舗」                       | 524m2  | 4      | カニカ・ラクル (タイ)           | シエリー・ホップ、フォン・ロビンソン                             |
| 「双兄弟」                       | 477m2  | 4      | ケイ・ニー・タン (シンガポール) | カリム・ラシッド、クリストファー・グラッタン、マシュー・ヒルトン |
| 「水関の家」                     | 573m2  | 4      | 古谷誠章 (日本)                 | ジョナス・デイモン                                               |
| 「クラブハウス」                 | -      | -      | 承孝相 (韓国)                   |                                                                  |

## その他
- 「グレート（バンブー）ウォール」はシャープのアクオスの広告（吉永小百合出演）に使用された。
- 「赤い家／紅房子」に女優のアンジェリーナ・ジョリーが宿泊した。
- SOHO中国のCEO、張欣のプライベートな別荘も敷地内にある。